# Ignace Reiss
Pour les articles homonymes, voir Reiss.
Ignace Reiss, né Nathan Markovic Poreckij, aussi connu sous les pseudonymes de Ignace Poretsky, Ignatz Reiss, Ludwig, Ludwik, Hans Eberhardt, Steff Brandt, (1899 – 1937) était un espion soviétique d'origine juive, né en 1899 à Pidvolotchysk (Autriche-Hongrie, aujourd'hui en Ukraine) et décédé en 1937 à Lausanne (Suisse). Il opéra dans des pays tiers dont il n'était pas ressortissant dans les années 1920 et les années 1930.

## Biographie
Le 4 septembre 1937, il est assassiné près de Lausanne par le NKVD quelques semaines après avoir publiquement annoncé sa défection à Joseph Staline,, dans une lettre datée du 17 juillet 1937, où il dénonçait les dérives violentes des purges qui touchaient les communistes soviétiques. Il était un ami d'enfance de Walter Krivitsky ; son assassinat influença la défection de l'agent Whittaker Chambers quelques mois plus tard.
Les polices suisse et française soupçonnèrent Sergueï Efron, le mari de la poétesse russe Marina Tsvetaïeva en exil en France, et Mark Zborowski, d'être mêlés à cet assassinat.

## Dans la culture populaire
- Son assassinat apparaît dans le roman Symphonie en rouge majeur.